# ハインツ・キュッペンベンダー
ハインツ・キュッペンベンダー（Heinz Kueppenbender 1901年2月23日 - 1989年7月4日）はドイツのカメラ設計者。シュトゥットガルト工科大学で学位を取得し、カール・ツァイスに入社。エマヌエル・ゴルトベルクの招聘でツァイス・イコンに移り、コンタックス開発プロジェクトのリーダーとなった。
第二次世界大戦終了時にはカール・ツァイスの理事であり、西ドイツ領内のオーバーコッヘンに移ってからのカール・ツァイスの再建に尽力し、後に西ドイツのツァイス・イコンの社長も務めた。コンタックスIIa/IIIaの開発と製造を続けさせる一方、一眼レフカメラに懐疑的でその開発を遅らせるなど経営上の失敗を指摘されておりツァイス・イコンのカメラ事業撤退の原因を作ったとも言われる。